# ورزشگاه دینو مانوتزی
ورزشگاه دینو مانوزی (به ایتالیایی: Stadio Dino Manuzzi) ورزشگاهی در شهر چزنا در کشور ایتالیا است.
بازی‌های خانگی باشگاه فوتبال چزنا در این ورزشگاه برگزار می‌شود.